# Округ Форсајт (Северна Каролина)
Округ Форсајт (енгл. Forsyth County) је округ у америчкој савезној држави Северна Каролина.

## Демографија
По попису из 2010. године број становника је 350.670, што је 44.603 (14,6%) становника више него 2000. године.
| Група             | 2000.           | 2010.           |
| Белци             | 202.338 (66,1%) | 205.934 (58,7%) |
| Афроамериканци    | 78.388 (25,6%)  | 91.227 (26,0%)  |
| Азијати           | 3.172 (1,0%)    | 6.495 (1,9%)    |
| Хиспаноамериканци | 19.577 (6,4%)   | 41.775 (11,9%)  |
| Укупно            | 306.067         | 350.670         |